# Nikolaus Fey
Nikolaus Fey (* 2. März 1881 in Wiesentheid; † 19. Juli 1956 in Gerolzhofen) war ein deutscher Mundartdichter in Franken und bedeutender Vertreter der (ost)fränkischen Mundart. 

## Leben
Nikolaus Fey wurde als drittes von neun Kindern einer Schreinerfamilie in Wiesentheid/Unterfranken im Steigerwald geboren. Er absolvierte von 1894 bis 1897 eine Schreinerlehre im väterlichen Betrieb und trat anschließend in die Klosterschule Sankt Ottilien am Ammersee als Gymnasiast ein. Später wechselte er an das Gymnasium in Schweinfurt und machte schließlich als Privatschüler 1904 in Würzburg das Abitur und studierte anschließend Philosophie und Geschichte in München und Berlin.
Fey ließ sich als freier Schriftsteller in seinem Heimatdorf nieder und trat 1908 der „Hetzfelder Flößerzunft“ bei, einer Zusammenkunft von Schriftstellern, Malern, Bildhauern, Architekten u. a. aus dem mainfränkischen Raum. 1910 ging er für ein Jahr nach Berlin, um hier als Gasthörer an der Universität Theater und Kunstgeschichte zu studieren. Dort wohnte er mit dem in Karlstadt geborenen Maler Bernhard Fech zusammen, der sich in Berlin mit Innenarchitektur beschäftigte. Von 1910 bis 1912 war Fey in Berlin auch journalistisch tätig. Seine Studien setzte er in Würzburg fort, bevor er nach seiner Heirat 1914 mit Ottilie Müller am Ersten Weltkrieg teilnahm und schwer verwundet wurde. In Würzburg war er freier Mitarbeiter beim Fränkischen Volksblatt, das, wie auch einige bedeutende Werke Feys, vom dortigen Echter Verlag herausgegeben wurde. Mit Künstlern aller Richtungen kam er Würzburg im Café Ludwig (später Theatercafé genannt) in der Ludwigstraße 1a gegenüber dem Stadttheater, seinem Lieblingscafé, zusammen.
Am 15. August 1918 zog Fey mit seiner Frau und seinen Töchtern nach Lohr am Main. Hier kaufte und leitete er den Lohrer Anzeiger, den er allerdings 1922 wieder verkaufte. Ab 1923 arbeitete er wieder als freier Schriftsteller. Er gründete seinen eigenen Philippus-Verlag in Lohr am Main und veröffentlichte hier seine Dichtungen, Erzählungen und Essays.
Nikolaus Fey war 1932 als Dichter,  Dramatiker und Regisseur an den Passionsspielen in Erl (Tirol) beteiligt.
Er trat zum 1. Mai 1933 der NSDAP bei (Mitgliedsnummer 3.415.387).
1951 wurde er zum Ehrenbürger seines Geburtsortes Wiesentheid ernannt. Die letzten Jahre seines Lebens schrieb er wieder Schauspiele und reiste für Lesungen und Vorträge durch ganz Franken. Auf einer solchen Reise verstarb Fey am 19. Juli 1956 bei einem Vortrag in Gerolzhofen. Beerdigt wurde er auf dem Friedhof in Lohr.

## Literarisches Werk
Das literarische Werk Feys ist bestimmt von seiner Bestrebung, fränkisches Brauchtum und fränkische Mundart zu erhalten. Besonders in seiner Mundartdichtung leistete er hierzu einen bedeutenden Beitrag. Von zivilisationskritischen Zügen geprägt sind seine Darstellungen der mainfränkischen Natur und der gesellschaftlichen Verhältnisse der Handwerker und Bauern. Fey stand auch dem Rothenfelser Kreis um den katholischen Theologen Romano Guardini nahe.
Neben diversen Veröffentlichungen in Zeitungen und Zeitschriften trat Fey besonders mit Mysterien- und Festspielen hervor. Am bekanntesten, und noch heute (seit 1980 jährlich) als Freilichtspiel vor der Ruine des Geyer-Schlosses in Giebelstadt aufgeführt, wurde sein Schauspiel Florian Geyer (1925). Bereits 1932/1933 war er künstlerischer Leiter der Erler Passionsspiele. Anlässlich der 600-Jahr-Feier der Stadt Lohr am Main im Jahre 1936 schrieb er das Festspiel Konrad Wiegand, anlässlich der Wiederverleihung der Stadtrechte in Alzenau 1951 das Stück Lukas der Silberschmied von Alzenau.

## Vertonungen
Etliche Texte von Fey wurden von verschiedenen Komponisten vertont, u. a. Gotthard Schüll, Ernst A. Englert und Ludwig Moritz und fanden vor allem im unterfränkischen Chorwesen Verbreitung. Zu zwei Singspielen steuerte Cornel Schmitt die Melodien bei.

## Nikolaus Fey und der Nationalsozialismus
Nikolaus Fey engagierte sich „in verschiedener Weise für den Nationalsozialismus.“ Der NSDAP trat er am 1. Mai 1933 bei. Fey besuchte Schulungen der NSDAP, die ihn darauf vorbereiteten, als offizieller Redner der Partei aufzutreten und das Amt des unterfränkischen Beauftragten für die Reichsschrifttumskammer zu übernehmen. Dort war er unter anderem für die Überwachung der Texte anderer fränkischer Autoren zuständig sowie für die Prüfung, ob diese mit der Parteilinie vereinbar waren.
In zwei Vorworten zum Liederbuch Mei Frank’n 1938 und dem Gedichtband Heemet, dei Harz 1941 nutzte er den NS-Jargon. Auch bei der Hochzeitsfeier des Gauleiters von Mainfranken, Otto Hellmuth, am 13. Juni 1936, bei der vier Dichter als symbolische Vertreter der Stände das Hochzeitspaar begrüßten, fand Fey als Vertreter der Bauern, Winzer, Holzarbeiter, Fischer und Trachtenträger völkische Worte. 1937 wurde er mit dem Rückert-Preis für Schrifttum und Literatur in Franken (= Mainfränkischer Kunstpreis für Schrifttum und Dichtung) ausgezeichnet. „Vergleiche unterschiedlicher Textfassungen seiner Werke haben ergeben, dass er wiederholt selbst Texte im Sinne der NS-Ideologie überarbeitet hat.“ Trotz dieser Nähe zur staatlich gelenkten Kulturpolitik gelang es den Nationalsozialisten nicht, Fey zum Kirchenaustritt zu bewegen und den religiös geprägten Teil seiner Dichtung zu unterdrücken.
Von 1942 bis 1944 war Fey an der Regierung des Generalgouvernements in Polen beteiligt. Die Hauptabteilung Propaganda, für die er als Referent arbeitete, hatte die Aufgabe, „die kulturellen Traditionen des polnischen Volkes auszulöschen, die „Germanisierung“ des Raumes voranzutreiben und mit antisemitischer Propaganda die Shoa zu flankieren.“ Der Spruchkammerakte Feys ist zu entnehmen, dass er unter anderem an der Zensur und der propagandistischen Beeinflussung der Bewohner des Generalgouvernements beteiligt war.
Seine offizielle Funktion im Dritten Reich führte 1945 zum Schreibverbot durch die amerikanischen Besatzer, das 1950 aufgehoben wurde. In dieser Zeit musste Fey als Sanktion Waldarbeit leisten. „Fey hat sich zu seinem Tun während der NS-Zeit nach derzeitigem Kenntnisstand nie kritisch geäußert.“

## Nach Fey benannte Objekte
Folgende Straßen und Schulen sind nach Nikolas Fey benannt:
| Objekt                    | Ort             | Landkreis               | Bemerkung                                                                                            |
| ------------------------- | --------------- | ----------------------- | --- |
| Nikolaus-Fey-Straße       | Bad Kissingen   | Landkreis Bad Kissingen | |
| Nikolaus-Fey-Straße       | Bergtheim       | Landkreis Würzburg      | |
| Nikolaus-Fey-Straße       | Dingolshausen   | Landkreis Schweinfurt   | |
| Nikolaus-Fey-Straße       | Ebern           | Landkreis Haßberge      | |
| Nikolaus-Fey-Straße       | Estenfeld       | Landkreis Würzburg      | |
| Nikolaus-Fey-Straße       | Gerolzhofen     | Landkreis Schweinfurt   | Der Stadtrat hat 2024 entschieden, die Straße nicht umzubenennen.                                    |
| Nikolaus-Fey-Straße       | Giebelstadt     | Landkreis Würzburg      | |
| Nikolaus-Fey-Straße       | Gochsheim       | Landkreis Schweinfurt   | |
| Nikolaus-Fey-Straße       | Grafenrheinfeld | Landkreis Schweinfurt   | |
| Nikolaus-Fey-Straße       | Güntersleben    | Landkreis Würzburg      | |
| Nikolaus-Fey-Straße       | Oberaurach      | Landkreis Haßberge      | |
| Nikolaus-Fey-Straße       | Schwebheim      | Landkreis Schweinfurt   | |
| Nikolaus-Fey-Straße       | Steinfeld       | Landkreis Main-Spessart | |
| Nikolaus-Fey-Straße       | Wiesentheid     | Landkreis Kitzingen     | Im Geburtsort von Nikolaus Fey wird der Straßenname nach einem Beschluss des Gemeinderates behalten. |
| Nikolaus-Fey-Mittelschule | Wiesentheid     | Landkreis Kitzingen     | |
| Nikolaus-Fey-Grundschule  | Wiesentheid     | Landkreis Kitzingen     | |

### Umbenennungen
Der Würzburger Stadtrat setzte im Jahr 2015 eine Kommission ein, die sich mit Namensgebern verschiedener Straßen beschäftigte, die in der Zeit des Nationalsozialismus gelebt haben, unter anderem mit Nikolaus Fey. Das Ergebnis: Er habe aktiv an der Ausgestaltung nationalsozialistischer Propaganda-Inszenierungen mitgewirkt und von der NS-Herrschaft persönlich profitiert. Fey sei als überzeugter Nationalsozialist anzusehen. Seither wird in vielen Gemeinden und Städten in der Region über Nikolaus Fey diskutiert. Nach Nikolaus Fey sind in Unterfranken in mehreren Orten Straßen benannt – in Wiesentheid auch die Haupt- und Mittelschule. Verschiedene Kommunen überlegen, diese umzubenennen.
Erfolgte Umbenennungen:
| Ort                   | Landkreis               | Umbenennung |
| --------------------- | ----------------------- | --- |
| Alzenau               | Landkreis Aschaffenburg | Nikolaus-Fey-Straße umbenannt zu Nikolausstraße bzw. Edith-Stein-Straße In Alzenau beschloss der Stadtrat am 28. Oktober 2021 mit einer Mehrheit von 16 zu acht Stimmen die Umbenennung der dortigen Nikolaus-Fey-Straße |
| Haßfurt               | Landkreis Hassberge     | Nikolaus-Fey-Straße wurde zu Nikolausstraße umbenannt |
| Lohr am Main          | Landkreis Main-Spessart | Nikolaus-Fey-Weg wurde 2023 umbenannt in Am Steinernen Weg |
| Karlstadt             | Landkreis Main-Spessart | Nikolaus-Fey-Straße wurde zu Dr.-Maria-Probst-Straße umbenannt |
| Würzburg Heidingsfeld |                         | Nikolaus-Fey-Straße wurde im Juni 2023 in Elli-Michler-Straße umbenannt |
| Veitshöchheim         | Landkreis Würzburg      | Nikolaus-Fey-Straße wurde im Juli 2024 in Mittlere Setz umbenannt |

## Werke
- Heemila Liab, 1905
- Loasa Vöigeli, 1908
- Hinter Pflügen. Wandsbek 1911
- Der kleine Heiland. Roman, Wandsbek 1912
- Mit den Schnittern. Lohr a. M. 1919
- Die Hirten von Bethlehem. Krippenspiel, Würzburg 1922
- Loasa Vöigeli. Lohr a. M. 1922
- Von fränkischer Art. Würzburg 1925
- Florian Geyer – Bauernkrieg 1525. Schauspiel, Würzburg 1925 („Volksspiel in 8 Bühnenbildern“) und 1937 („Bauernfreiheitsspiel“, dem Bannerträger Michael Konrad gewidmet)
- Fuhrmann Christof, 1925
- Die Karfreitagsprozession zu Lohr a.M. In: Fränkischer Bund. 2 (1926), S. 11–18.
- Mei Frank’n. Lohr a. M. 1929
- Volkskunde. Erzählungen, Würzburg 1929
- Die Königsboten. Schauspiel (um die sogenannten Frankenapostel Kilian, Kolonat und Totnan), Würzburg 1930 (zuerst aufgeführt vom 5. bis 13. Juli 1930 im Innenhof des Würzburger Bürgerspitals)
- Aufwertung. Schauspiel, Würzburg 1932
- Mitt’n dorch Frank’n. Würzburg 1935
- Konrad Wiegand. Festspiel, Lohr a. M. 1936
- Heemet, dei Harz. Würzburg 1941
- Fränkisches Volk und Land. Würzburg 1950
- Lukas der Silberschmied von Alzenau. Alzenau 1951
- Nikolaus Fey – Eine Auswahl aus seinen Werken. Würzburg 1962
- Durch Feld und Wengert. Marktbreit 1974
- Deerhem in Frank’n. Marktbreit 1981

## Liederbücher
- Nikolaus Fey: Mei Frank'n. Lieder in main-fränkischer Mundart. 1. Folge. Vertont und bebildert von Gotthard Schüll Stürtz. Lohr 1938
- Reinhard Worschech (Hg.): Fränkische Lieder, Band II. Mundartlieder, einstimmige Weisen und zwei- bis vierstimmige Chöre von Ernst A. Englert nach Texten von Nikolaus Fey. Würzburg 1979

## Quelle und Literatur
- Tobias Müller: Fränkische Heimat und Dichtung. Nikolaus Fey. In: Kurt Illing (Hrsg.): Auf den Spuren der Dichter in Würzburg. Eigenverlag (Druck: Max Schimmel Verlag), Würzburg 1992, S. 91–101.